# Lista över countyn i Illinois

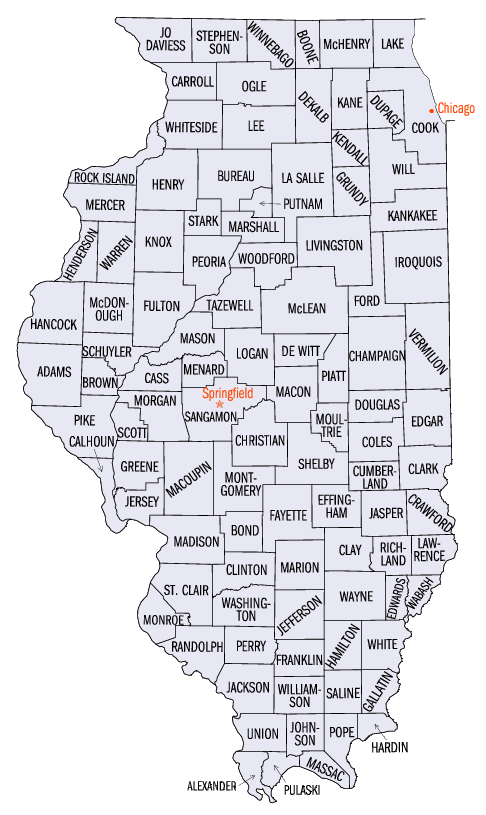
Illinois countyn.

Detta är en lista över de 102 countyn som finns i delstaten Illinois i USA.
| County             | Centralort (County Seat) |
| ------------------ | ------------------------ |
| Adams County       | Quincy                   |
| Alexander County   | Cairo                    |
| Bond County        | Greenville               |
| Boone County       | Belvidere                |
| Brown County       | Mount Sterling           |
| Bureau County      | Princeton                |
| Calhoun County     | Hardin                   |
| Carroll County     | Mount Carroll            |
| Cass County        | Virginia                 |
| Champaign County   | Urbana                   |
| Christian County   | Taylorville              |
| Clark County       | Marshall                 |
| Clay County        | Louisville               |
| Clinton County     | Carlyle                  |
| Coles County       | Charleston               |
| Cook County        | Chicago                  |
| Crawford County    | Robinson                 |
| Cumberland County  | Toledo                   |
| DeKalb County      | Clinton                  |
| DeWitt County      | Sycamore                 |
| Douglas County     | Tuscola                  |
| DuPage County      | Wheaton                  |
| Edgar County       | Paris                    |
| Edwards County     | Albion                   |
| Effingham County   | Effingham                |
| Fayette County     | Vandalia                 |
| Ford County        | Paxton                   |
| Franklin County    | Benton                   |
| Fulton County      | Lewistown                |
| Gallatin County    | Shawneetown              |
| Greene County      | Carrollton               |
| Grundy County      | Morris                   |
| Hamilton County    | McLeansboro              |
| Hancock County     | Carthage                 |
| Hardin County      | Elizabethtown            |
| Henderson County   | Oquawka                  |
| Henry County       | Cambridge                |
| Iroquois County    | Watseka                  |
| Jackson County     | Murphysboro              |
| Jasper County      | Newton                   |
| Jefferson County   | Mount Vernon             |
| Jersey County      | Jerseyville              |
| Jo Daviess County  | Galena                   |
| Johnson County     | Vienna                   |
| Kane County        | Geneva                   |
| Kankakee County    | Kankakee                 |
| Kendall County     | Yorkville                |
| Knox County        | Galesburg                |
| Lake County        | Waukegan                 |
| LaSalle County     | Ottawa                   |
| Lawrence County    | Lawrenceville            |
| Lee County         | Dixon                    |
| Livingston County  | Pontiac                  |
| Logan County       | Lincoln                  |
| Macon County       | Decatur                  |
| Macoupin County    | Carlinville              |
| Madison County     | Edwardsville             |
| Marion County      | Salem                    |
| Marshall County    | Lacon                    |
| Mason County       | Havana                   |
| Massac County      | Metropolis               |
| McDonough County   | Macomb                   |
| McHenry County     | Woodstock                |
| McLean County      | Bloomington              |
| Menard County      | Petersburg               |
| Mercer County      | Aledo                    |
| Monroe County      | Waterloo                 |
| Montgomery County  | Hillsboro                |
| Morgan County      | Jacksonville             |
| Moultrie County    | Sullivan                 |
| Ogle County        | Oregon                   |
| Peoria County      | Peoria                   |
| Perry County       | Pinckneyville            |
| Piatt County       | Monticello               |
| Pike County        | Pittsfield               |
| Pope County        | Golconda                 |
| Pulaski County     | Mound City               |
| Putnam County      | Hennepin                 |
| Randolph County    | Chester                  |
| Richland County    | Olney                    |
| Rock Island County | Rock Island              |
| Saline County      | Harrisburg               |
| Sangamon County    | Springfield              |
| Schuyler County    | Rushville                |
| Scott County       | Winchester               |
| Shelby County      | Shelbyville              |
| St. Clair County   | Belleville               |
| Stark County       | Toulon                   |
| Stephenson County  | Freeport                 |
| Tazewell County    | Pekin                    |
| Union County       | Jonesboro                |
| Vermilion County   | Danville                 |
| Wabash County      | Mount Carmel             |
| Warren County      | Monmouth                 |
| Washington County  | Nashville                |
| Wayne County       | Fairfield                |
| White County       | Carmi                    |
| Whiteside County   | Morrison                 |
| Will County        | Joliet                   |
| Williamson County  | Marion                   |
| Winnebago County   | Rockford                 |
| Woodford County    | Eureka                   |